# Okrouhlice
Okrouhlice (en allemand : Okrauchlitz) est une commune du district de Havlíčkův Brod, dans la région de Vysočina, en République tchèque. Sa population s'élevait à 1 382 habitants en 2020.

## Géographie
Okrouhlice se trouve à 8 km au nord-ouest de Havlíčkův Brod, à 27 km au nord-nord-ouest de Jihlava et à 91 km au sud-est de Prague.
La commune est limitée par Pohleď et Lučice au nord, par Veselý Žďár à l'est, par Havlíčkův Brod au sud-est et au sud, et par Krásná Hora et Nová Ves u Světlé à l'ouest.

## Histoire
La première mention écrite de la localité remonte à 1207.

## Administration
La commune se compose de cinq quartiers :
- Okrouhlice
- Babice
- Chlístov
- Olešnice
- Vadín